# Бабсак и Кусэк
«Бабсак и Кусэк» (баш. «Бабсаҡ менән Күсәк») — башкирский эпос, памятник устного народного творчества. Повествует о соперничестве башкирских племён кыпсак и бурзян.

## Описание
Композиционно башкирский эпос «Бабсак и Кусэк» относится к заключительному эпическому сказания из трилогии, продолжает эпическое наследие эпосов «Урал-батыр» и «Акбузат». Являясь их продолжением, эпос «Бабсак и Кусэк» фиксирует народную традицию последовательности развития исторических событий, возможно имеющих реальное отношение, к истории Южного Урала.
Башкирский эпос «Бабсак и Кусэк» распространён в двух версиях — кипчакской (под назв. «Кусяк-бий») и бурзянской (под назв. «Бабсак-бий и Карагулумбет-бий»), которые отличаются противоположной интерпретацией образов главных героев сказания — Бабсак-бия, батыра кипчакского рода, и Каракулумбет-бия, батыра бурзянского рода.
В 1916 году С. М. Мухаметкуловым была впервые записана кипчакская версия сказания в д. Верхнеиткулово Орского уезда (по другим данным — на основе «Шежере племени Карагай-Кипчак»). Существует в стихотворно-прозаической форме. Другие варианты кипчакской версии (под названиями «Киссаи Кусяк-бий», «Кыпсак и Кусяк» и т. д.) были записаны А. Исмагиловым, М. А. Бурангуловым, Л. Н. Лебединским, С. Ф. Миржановой, М. М. Сагитовым, Г. Салямом, А. М. Сулеймановым и др.
В 1939 году Али Карнаем была впервые записана бурзянская версия эпического произведения в д. Старосубхангулово Бурзянского района Башкирской АССР. Существует в прозаической форме. Другие варианты бурзянской версии (под названиями «Масим-хан», «Туйгун-бий» и т. д.) были записаны Г. Амири, Г. Салямом, Н. Д. Шункаровым и др.
Около 30 вариантов эпоса хранятся в Научном архиве УНЦ РАН. 
Эпос Бабсак и Кусяк отражает мировоззрение и эстетические взгляды башкир тех времён.

## Сюжет
В башкирском эпосе «Бабсак и Кусэк» отражены далёкие реальные исторические события — а именно: военное соперничество башкир из племени Бурзян, с кипчаками, переселявшимися на Южный Урал с Алтая. В многолетнем противостоянии (с VII по XIII вв.), бурзяне проиграли кипчакам.
В фольклорном произведении описывается жизнь и быт башкир под властью хана Масима, правителя союза двенадцати башкирских племён; борьба народа с огромным невиданным зверем, напавшего на ханство.
Согласно кипчакской версии, Бабсак-бий убивает «зверя», а Каракулумбет-бий, решив присвоить его славу, утверждает что героем является он — но не доказав это, убивает батыра кипчакского рода. Согласно бурзянской версии, в схватке со «зверем» победителем являлся Каракулумбет-бий.
Дальнейшие события происходившие в эпосе, отображается в обеих версиях примерно одинаково. После убийства Бабсак-бия и других представителей кипчакского рода, Каракулумбет-бий женится на беременной жене Бабсака, у которой рождается от него сын — Кусэк-бий. Повзрослев, Кусэк-бий, узнаёт о гибели родного отца от матери и чтобы отомстить, убивает Каракулумбета и весь его род. В живых остаётся лишь один мальчик от которого и возрождается бурзянский род. С последним связывают появление новой версии происхождения этнонима «бурзян» (с башк. «бер йән» — «единственная душа»). Действия героя Кусэк-бия в эпосе оценивается двояко: с одной стороны признаётся правосудность карымты, а с другой — его обвиняют в жестокости и свирепости.
Заложенный в обеих версиях сказания идейный смысл одинаков: о недопустимости междоусобных войн и призыв к объединению башкирских родов.